# Amtsgericht Broacker
Das Amtsgericht Broacker war ein von 1867 bis 1871 bestehendes preußisches Gericht der ordentlichen Gerichtsbarkeit mit Sitz in der heute dänischen Stadt Broager (deutsch Broacker).
Nach der im Deutschen Krieg 1866 erfolgten preußischen Annexion des Herzogtums Schleswig wurden dort wie auch im Herzogtum Holstein am 1. September 1867 Rechtspflege und Verwaltung völlig getrennt. Im Zuge dessen wurde ein dem Kreisgericht Flensburg untergeordnetes Amtsgericht zu Broacker geschaffen, dessen Sprengel aus den Kirchspielen Düppel, Broacker, Nübel, Satrup und Ullerup gebildet wurde. Am 1. Oktober 1871 wurde das Amtsgericht Broacker aufgehoben und sein Bezirk dem Amtsgericht Sonderburg zugeteilt.